# 1319

## Esdeveniments
- Jaume el Just uneix els regnes d'Aragó, Catalunya i València

## Naixements
Països Catalans
- 5 d'octubre - Balaguer: Pere III el Cerimoniós, comte de Barcelona i rei d'Aragó.

Resta del món
- 26 d'abril - Le Mans, Nantes (França): Joan II de França el Bo, rei de França (1350-1364) (m. 1364).[1]